# Амомум
Амомум (лат. Amomum) — род растений семейства Имбирные (Zingiberaceae).

## Описание
Саллюстий и другие античные авторы употребляли название «амомум» применительно к различным видам пряных растений. Ранее к роду Амомум относили растения рода Афрамомум.
Включает виды травянистых растений высотой до трёх метров, произрастающих в тропических и субтропических зонах Азии. Виды рода примечательны благодаря острому и пряному запаху.

## Виды
По информации базы данных The Plant List (2013), род включает 179 видов.
Некоторые виды:
- Amomum compactum Sol. ex Maton — Сиамский кардамон
- Amomum gramineum Wall. ex Baker
- Amomum maximum Roxb. [syn.  Amomum dealbatum]
- Amomum subulatum Roxb. typus[4] — Чёрный кардамон
- Amomum villosum Lour.

## Использование
Применяется в ветеринарии.
Чёрный кардамон (Amomum subulatum) широко используется как пряность.